# Torre de la Liberación (Besarabia)
La Torre de la Liberación de Besarabia (en rumano: Turnul Dezrobirii Basarabiei) era una torre en Chisináu, en Besarabia en la actual Moldavia. La torre tenía una altura de más de 30 metros (98 pies). El Rey Miguel de Rumania, su madre, Helena de Grecia y Dinamarca, y Mihai Antonescu asistieron a la ceremonia de apertura el 1 de noviembre de 1942, en Ghidighici. La torre fue destruida en 1944, después de la reocupación soviética.